# The Deep Purple
Pour les articles homonymes, voir Deep Purple (homonymie).
Pour plus de détails, voir Fiche technique et Distribution.
The Deep Purple est un film muet américain réalisé par Raoul Walsh et sorti en 1920.  Le film est présumé perdu.

## Synopsis
Pop Clark et Harry Leland, des escrocs, s'installent dans une pension dans une petite ville, et Leland y courtise Doris Moore. Leland la convainc de les suivre à New York, où elle va habiter dans une pension tenue par Kate Fallon, une femme au passé peu respectable qui se fait passer pour la tante de Leland. Clark et Leland prévoient d'utiliser Doris pour mettre un jeune ingénieur, William Lake, dans une situation compromettante, mais Kate, qui s'est liée d'amitié avec Doris, prévient Lake, qui emmène Doris hors de portée des deux escrocs. Pendant ce temps, Laylock, un ami de Kate, est libéré de prison, où il était à la suite d'une machination de Clark et Leland. Il tue ce dernier lors d'un duel au pistolet. Lake persuade son ami l'inspecteur Bruce que Leland s'est suicidé, et Laylock reste libre. Doris et Lake se fiancent. 

## Fiche technique
- Titre original : The Deep Purple
- Réalisation : Raoul Walsh
- Scénario : Earle Browne, d'après la pièce The Deep Purple de Paul Armstrong et Wilson Mizner
- Photographie : Jacques Bizeul
- Direction artistique : William Cameron Menzies
- Production : Raoul Walsh
- Société de production : Mayflower Photoplay Corporation
- Société de distribution : Realart Pictures Corporation
- Pays de production :  États-Unis
- Langue originale : anglais
- Format : noir et blanc — 35 mm — 1,37:1 — Film muet
- Genre : drame
- Durée : 7 bobines
- Date de sortie :
  - États-Unis : 2 mai 1920

## Distribution
- Miriam Cooper : Doris Moore
- Helen Ware : Kate Fallon
- Vincent Serrano : Harry Leland
- William J. Ferguson : Pop Clark
- Stuart Sage : William Lake
- William B. Mack : Gordon Laylock
- Lincoln Plumer : Connelly
- Ethel Hallor : Flossie
- Lorraine Frost : Phyllis Lake
- Louise Mackintosh : Mrs Lake
- Amy Ongley : Christine
- Walter Lawrence : Finn
- J.C. King : Inspecteur George Bruce
- Eddie Sturgis : Skinny
- C.A. de Lima : Balke
- Marjorie Brenner : Louise
- Bird Millman : le distributeur du télégramme

## Autour du film
- Ce film est un remake du film homonyme de James Young (1915), avec Clara Kimball Young dans rôle de Doris.